# 早稲田大学大学院ファイナンス研究科
早稲田大学大学院ファイナンス研究科（わせだだいがくだいがくいんファイナンスけんきゅうか、英: Graduate School of Finance, Accounting and Law, Waseda University）は、早稲田大学商学学術院に所属する専門職大学院。2004年に東京都中央区日本橋のビルの1フロアをキャンパスとして開設されたが、大学院経営管理研究科（ビジネススクール、WBS）との統合のため2016年度より募集停止となっている。通称は、NFS。研究科のカラーは赤。

## 沿革
- 2004年（平成16年）4月1日 - 早稲田大学大学院ファイナンス研究科開設・早稲田大学ファイナンス研究センター設置
- 2016年（平成28年）4月1日 - 商学研究科ビジネス専攻との統合のため募集停止
- 2017年（平成29年）
  - 4月1日 ファイナンス研究科を早稲田キャンパスに移転[2]
  - 9月1日 ファイナンス研究センターをWBS研究センターと統合しビジネス・ファイナンス研究センターとする[3]

## 専攻・課程
ファイナンス研究科は専門職学位課程のみをおく専門職大学院であり、ファイナンス専攻のみが設置されている。標準修業年限は2年で、修了者には専門職学位としてファイナンス修士（専門職）が授与される。この学位の英称は、Master of Business Administration、いわゆるMBAである。

## 特徴
財務・金融のスペシャリストとして、一般事業法人の最高財務責任者 (CFO) 、ファイナンスに強い最高経営責任者 (CEO) 、商社・不動産・IT等の各種企業や官公庁・国内外のシンクタンクなど、あらゆるポジションで活躍できるファイナンスのプロフェッショナルを養成することを目的に、2004年開学した。
- MBAでは珍しく新卒生の学生も受験が出来るが、非常に難易度が高く合格者は数名程度であった。
- 社会人学生の多くは金融機関・監査法人系・商社系に所属していた。
- 卒業生の中には、教授職に就く者もみられた。
- 教授陣の多くは日本ファイナンス学会に所属している。
- 各自の学習内容を発展させて作成するリサーチ・レポート（修士論文に相当）があった。

## キャンパス
早稲田大学は日本橋一丁目三井ビルディング（コレド日本橋）の竣工時テナントの1つであり、5階を「日本橋キャンパス」としている。ファイナンス研究科は2004年度の設置から2016年度まで日本橋キャンパスに所在していたが、早稲田大学ビジネススクールとの統合に伴って早稲田キャンパスへ移転した。なお日本橋キャンパスには2017年7月以降「WASEDA NEO」が開設されており、サテライトキャンパスとしての機能を維持している。

## 関係者と組織

### 歴代研究科長
| 代 | 氏名       | 期間            |
| -- | ---------- | --------------- |
| 1  | 大村敬一   | 2003年 - 2006年 |
| 2  | 宇野淳     | 2006年 - 2008年 |
| 3  | 首藤惠     | 2008年 - 2012年 |
| 4  | 岸田雅雄   | 2012年 - 2014年 |
| 5  | 川口有一郎 | 2014年 - 2016年 |

### 主な専任教員
肩書きは研究科閉校時（五十音順）
- 大村敬一 - 内閣府官房審議官、日本ファイナンス学会会長等を歴任
- 川口有一郎
- 川本裕子 - 三菱UFJフィナンシャル・グループ取締役、総務省参与
- 岸田雅雄
- 斯波恒正
- 鈴木一功
- 首藤惠
- 竹原均
- 森平爽一郎
- 米澤康博 - 年金積立金管理運用独立行政法人 (GPIF) 運用委員会元委員長
- 渡辺裕泰 - 元国税庁長官、財務省財務総合政策研究所顧問
- 野口悠紀雄

客員教授
- 高木祥吉 - 元金融庁長官、ゆうちょ銀行社長、「グローバル化と金融証券規制」を担当

元教員・名誉教授等
- 高森寛 - 元教授（2005年 - 2007年3月まで）、LEC会計大学院特任教授[5]

### 主な修了生
（五十音順）
- 柿崎元子 - フリーアナウンサー[6]
- 勝間和代 - 経済評論家、著述家、中央大学大学院戦略経営研究科客員教授（2007年3月修了）
- 木村佳子 - 経済評論家
- 慎泰俊 - 実業家
- 三津原庸介 - 日本調剤社長、日本ジェネリック社長、明治薬科大学客員教授（2007年3月修了）
- 武藤真祐 - 医師、宮内庁侍従職侍医、東京医科歯科大学臨床医学教育開発学分野臨床教授、厚生労働省情報政策参与（2009年修了）
- 山田隆 - 昭和女子大学グローバルビジネス学部教授、名古屋商科大学ビジネススクール客員教授（2006年3月修了）

### ファイナンス稲門会
ファイナンス稲門会はファイナンス研究科を応援する卒業生の会として設立され、その後、日本橋キャンパスを主な拠点として活動してきた。同研究科が経営管理研究科に統合された現在も、約1,000名の会員が在籍しているとされる。会長は清水喜彦（SMBC日興証券代表取締役社長）。

#### 主な会員
- 川田憲治 - 元りそなホールディングス社長
- 倉重英樹 - シグマクシス代表取締役会長